# Karl Werkmann
Karl Werkmann celým jménem Karl Werkmann von Hohensalzburg (14. září 1878 Salcburk - 24. prosince 1951 Paříž byl rakouský novinář, vedoucí císařské tiskové služby, v letech 1918-1919 osobní tajemník posledního rakousko-uherského panovníka Karla I.

## Životopis

### Původ a rodina
Karl Martin Werkmann se narodil v Salcburku jako druhý syn rakouského pojišťovacího obchodníka Augusta Werkmanna (1848-1909) a Louise Zügnerové (1846-1892). Měl dva bratry, Augusta Werkmanna, profesora ve Vídni a Theobalda Werkmanna. Karl Werkmann byl ženatý s Else Rutzenovou.

### První světová válka
Po promoci se vydal na dráhu novináře, za první světové války zastával hodnost c. k. kapitána v záloze u Kaiserschützen-Regiment Nr. I s přidělením k císařské generální adjutanci. Za zásluhy byl vyznamenán Železným křížem 2. třídy a působil jako vedoucí císařské tiskové služby, než jej poslední rakousko-uherský panovník Karel I. jmenoval svým osobním tajemníkem. Vlastnoručním dopisem císaře Karla I. z 11. listopadu 1918 byl Werkmann povýšen do rakouského šlechtického stavu svobodných pánů s predikátem „von Hohensalzburg“, příčemž mu císař také potvrdil udělený erb. Téhož dne se císař Karel I. vzdal svého podílu na vládních záležitostech.

### Legitimizmus
Po ukončení vlády císaře Karla I. doprovázel Karl Werkmann von Hohensalzburg v březnu 1919 císařskou rodinu na cestě z Rakouska do Švýcarska. Kolem císaře Karla I. a jeho ženy císařovny Zity Bourbonsko-Parmské se vytvořil malý exilový dvůr, který tvořili bývalý dvorní biskup Seydl, tajemník Werkmann a adjutanti Vladimír Ledochowski a Zeno von Schonta. Císařovnu doprovázela její dvorní dáma, hraběnka Gabriela Bellegarde a vychovatelka dětí Therese von Korffová, zvaná Schmising-Kerssenbrocková. Kromě toho císařský pár do exilu následovala i Karlova matka, arcivévodkyně Marie Josefa Saská.
Po zániku Rakouska-Uherska parlament Německého Rakouska přijal 3. dubna 1919 zákon o zrušení šlechty v Rakousku, ztratil Karl Werkmann von Hohensalzburg na území Rakouska právo užívat šlechtický titul.
Po císařově smrti v roce 1922 v exilu na Madeiře se Karl Werkmann vrátil do Rakouska. V následujících letech se začal věnovat literatuře, přičemž spolu se svou ženou překládal politická, autobiografická a beletristická díla z angličtiny a francouzštiny do němčiny. Kromě toho hrál vedoucí roli v legitimistickém hnutí, které se zformovalo v zimě 1918/19. Vydával časopis „Staatswehr“ a rovněž založil „Partei aller schwarzgelben Legitimisten“ (Stranu všech černožlutých legitimistů) SGL, která se v roce 1923 zúčastnila voleb do Národní rady pod názvem „Kaisertreue Volkspartei“ (Lidová strana věrná císaři), ale zůstala bez mandátu. Dále působil jako předseda v „Reichsbund der Österreicher“ (Říšský svaz Rakušanů) a byl členem legitimistického studentského spolku „Corps der Wikinger Wien“. Udržoval kontakty s císařovnou Zitou a veřejně podporoval Ottu von Habsburga.

### Anšlus 1938 a závěr života
Po připojení Rakouska k nacionálně socialistické Německé říši byl Karl Werkmann ve Vídni 14. března 1938 zatčen gestapem (jméno na seznamu gestapa: „Werkmann Freiherr von Karl“) a 2. dubna 1938 převezen „transportem prominentů“ do koncentračního tábora Dachau, kde mu bylo 2. dubna 1938 přiděleno vězeňské číslo 13795. 16. listopadu 1938 byl z koncentračního tábora Dachau propuštěn.
Zemřel v prosinci 1951 v Paříži a 7. ledna 1952 pohřben v Lucemburku.

## Dílo
- WERKMANN, Karl von. Karel Habsburk. Překlad G. Krásová. Praha: Kosmos, 1930. 450 s. Dostupné online.
- Aus Kaiser Karls Nachlass. Berlín: Verlag für Kulturpolitik, 1925. (německy)
- Deutschland als Verbündeter: Kaiser Karls Kampf um den Frieden. Berlín: Verlag für Kulturpolitik, 1931. (německy)
- Otto von Habsburg: Ein ungelöstes europäisches Problem. Wien/Leipzig: Ralph A. Höger, 1932. (německy)
- Der Kaiser und die Bauern. Wien: Vorwärts, 1937. (německy)